# Якуб Вадлейх
Якуб Вадлейх (10 жовтня 1990 , Прага ) — чеський легкоатлет, що спеціалізується на метанні списа, срібний призер Олімпійських ігор 2020 року, призер чемпіонату світу.

## Кар'єра
| Рік               | Змагання                       | Місце проведення         | Місце             | Дисципліна        | Результат         | Примітки          |
| Представник Чехія | Представник Чехія              | Представник Чехія        | Представник Чехія | Представник Чехія | Представник Чехія | Представник Чехія |
| ----------------- | ------------------------------ | ------------------------ | ----------------- | ----------------- | ----------------- | ----------------- |
| 2007              | Чемпіонат світу серед юнаків   | Острава, Чехія           | 12                | метання списа     | 65.63 м           |                   |
| 2008              | Чемпіонат світу серед юніорів  | Бидгощ, Польща           | 10                | метання списа     | 68.79 м           |                   |
| 2009              | Чемпіонат Європи серед юніорів | Новий Сад, Сербія        | 8                 | метання списа     | 69.63 м           |                   |
| 2010              | Чемпіонат Європи               | Барселона, Іспанія       | 16 (кв.)          | метання списа     | 76.04 м           |                   |
| 2011              | Чемпіонат Європи серед молоді  | Острава, Чехія           | —                 | метання списа     | NM                |                   |
| 2011              | Чемпіонат світу                | Тегу, Південна Корея     | 16 (кв.)          | метання списа     | 80.08 м           |                   |
| 2012              | Олімпійські ігри               | Лондон, Велика Британія  | 25 (кв.)          | метання списа     | 77.61 м           |                   |
| 2014              | Чемпіонат Європи               | Цюрих, Швейцарія         | 20 (кв.)          | метання списа     | 75.14 м           |                   |
| 2015              | Чемпіонат світу                | Пекін, Китай             | 20 (кв.)          | метання списа     | 78.95 м           |                   |
| 2016              | Чемпіонат Європи               | Амстердам, Нідерланди    | 9                 | метання списа     | 78.12 м           |                   |
| 2016              | Олімпійські ігри               | Ріо-де-Жанейро, Бразилія | 8                 | метання списа     | 82.42 м           |                   |
| 2017              | Командний чемпіонат Європи     | Лілль, Франція           | 1                 | метання списа     | 87.95 м           |                   |
| 2017              | Чемпіонат світу                | Лондон, Велика Британія  | 2                 | метання списа     | 89.73 м           |                   |
| 2018              | Чемпіонат Європи               | Берлін, Німеччина        | 8                 | метання списа     | 80.64 м           |                   |
| 2018              | Континентальний кубок ІААФ     | Острава, Чехія           | 4                 | метання списа     | 84.76 м           |                   |
| 2019              | Командний чемпіонат Європи     | Бидгощ, Польща           | 2                 | метання списа     | 79.88 м           |                   |
| 2019              | Чемпіонат світу                | Доха, Катар              | 5                 | метання списа     | 82.19 м           |                   |
| 2021              | Олімпійські ігри               | Токіо, Японія            | 2                 | метання списа     | 86.67 м           | SB                |
| 2022              | Чемпіонат світу                | Юджин, США               | 3                 | метання списа     | 88.09 м           |                   |